# Коломб (Изер)
Коломб (фр. Colombe) — коммуна во Франции, находится в регионе Рона — Альпы. Департамент коммуны — Изер. Входит в состав кантона Гран-Лем. Округ коммуны — Ла-Тур-дю-Пен.
Код INSEE коммуны — 38118. Население коммуны на 1999 год составляло 1434 человека. Населённый пункт находится на высоте от 448  до 738  метров над уровнем моря. Муниципалитет расположен на расстоянии около 450 км юго-восточнее Парижа, 65 км юго-восточнее Лиона, 32 км северо-западнее Гренобля. Мэр коммуны — M. Robert Douillet, мандат действует на протяжении 2001—2008 гг.
Динамика населения (INSEE):